# جان بالبی
جان بالبی (انگلیسی: Edward John Mostyn Bowlby) (زاده ۲۶ فوریه ۱۹۰۷ - درگذشته ۲ سپتامبر ۱۹۹۰) روانشناس، روانپزشک و روانکاو انگلیسی است که به خاطر تحقیقاتش در زمینه رشد کودک و نظریه‌پردازی‌اش بر نظریه دلبستگی شهرت دارد.